# Juan Manuel Gómez Robledo

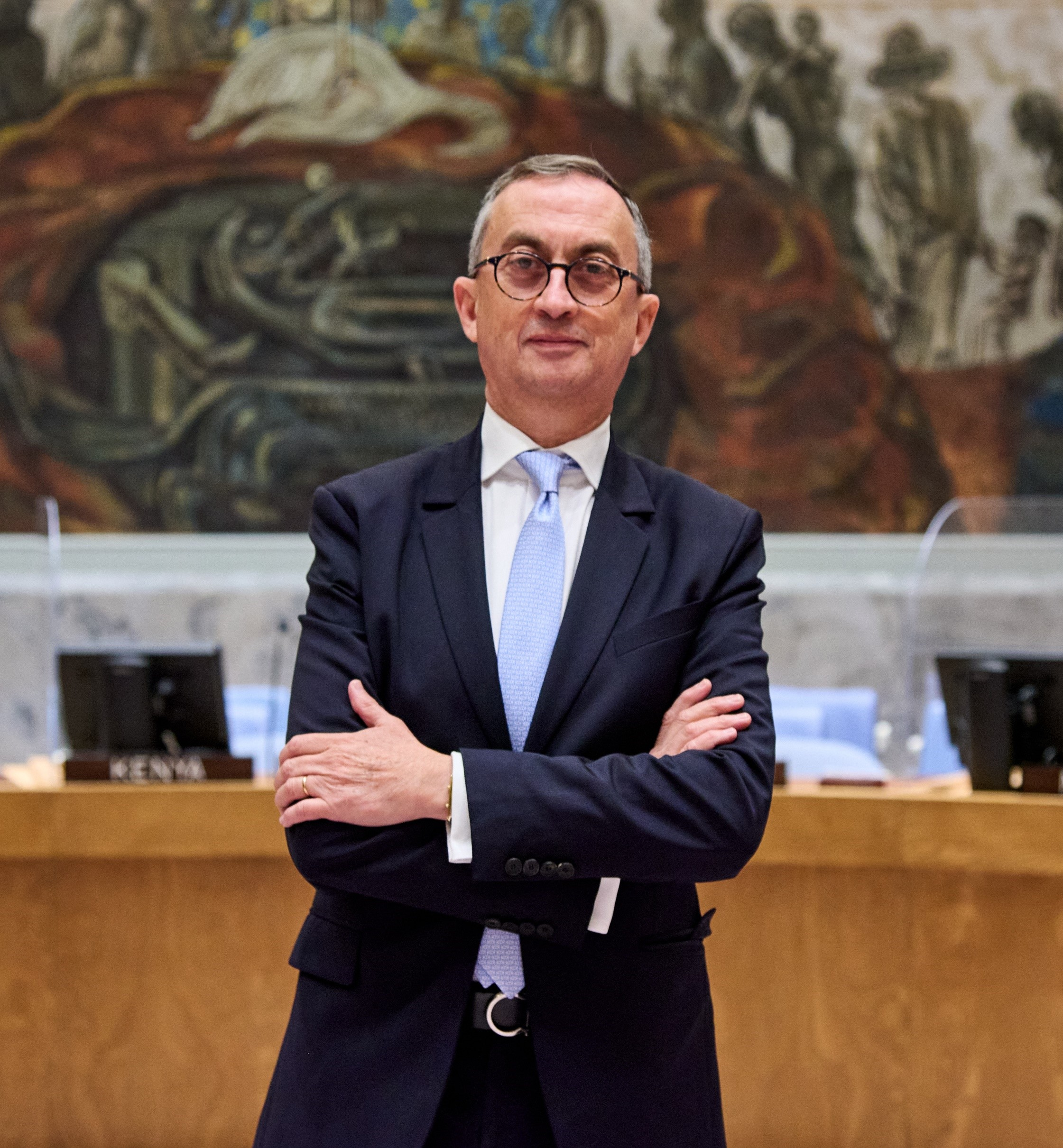
Juan Manuel Gómez-Robledo, 2022

Juan Manuel Gómez Robledo Verduzco (* 5. März 1959 in Mexiko-Stadt) ist ein mexikanischer Jurist und Diplomat. Er ist seit 2024 Richter am Internationalen Gerichtshof in Den Haag.

## Leben
Gómez Robledo schloss 1980 sein Studium der Rechtswissenschaften (Licence en Droit) an der Université Paris 1 Panthéon-Sorbonne ab. 1982 erwarb er einen Master-Abschluss (LL.M., Maîtrise en Droit Public) an der Universität Paris X sowie einen weiteren Master-Abschluss in Internationalen Beziehungen am Institut d’études politiques de Paris. 2018 promovierte er in Rechtswissenschaften an der Fakultät für Recht der Universidad Nacional Autónoma de México (UNAM).
Gómez-Robledo trat 1988 in den mexikanischen diplomatischen Dienst ein und wurde im Jahr 2001 zum Botschafter ernannt. Bevor er in den Auswärtigen Dienst eintrat, arbeitete er bei einer Anwaltskanzlei, Noriega & Escobedo, in Mexiko-Stadt. Er begann seine internationale diplomatische Laufbahn als Rechtsreferent im Büro für Rechtsfragen der Vereinten Nationen. Im Jahr 1992 war er Berater des Außenministers Fernando Solana. Von 1995 bis 1998 war er als Berater für humanitäre und Abrüstungsangelegenheiten in der Ständigen Vertretung Mexikos in Genf tätig. Zu seinen bedeutenden Positionen gehörten des Weiteren die Position als stellvertretender Ständiger Vertreter bei der Organisation Amerikanischer Staaten in Washington, DC (1998–2000), als Rechtsberater im Außenministerium Mexikos (2000–2004), als stellvertretender Ständiger Vertreter bei der Ständigen Vertretung Mexikos bei den Vereinten Nationen in New York (2004–2006) und als stellvertretender Außenminister für multilaterale Angelegenheiten und Menschenrechte (2006–2015). Weiterhin war er von 2016 bis 2021 Botschafter Mexikos in Frankreich und Monaco sowie erneut stellvertretender Ständiger Vertreter Mexikos bei den Vereinten Nationen (2021–2023).
Von 2012 bis 2022 war Gómez Robledo Mitglied der Völkerrechtskommission der Vereinten Nationen. In dieser Zeit diente er als Sonderberichterstatter und legte sechs Berichte vor, die zur Ausarbeitung eines Leitfadens zur vorläufigen Anwendung von Verträgen (d. h. dass ein internationaler Vertrag bereits vor seinem formellen Inkrafttreten, also bevor alle vorgesehenen rechtlichen Schritte zur Ratifizierung abgeschlossen sind, teilweise oder vollständig angewendet wird) führten. Dieser Leitfaden wurde 2021 von der Kommission angenommen und von der Generalversammlung der Vereinten Nationen anerkannt.
Neben seiner diplomatischen Laufbahn war Gómez Robledo als Dozent am Colegio de México sowie an der Universidad Iberoamericana und dem Instituto Tecnológico Autónomo de México (ITAM) tätig.
Juan Manuel Gómez Robledo beherrscht neben Spanisch auch Englisch, Französisch und Italienisch. Sein Bruder Alonso Gómez-Robledo ist ebenfalls ein international tätiger Jurist.
Seit dem 6. Februar 2024 ist Gómez Robledo Richter am Internationalen Gerichtshof.

## Publikationen
Gómez Robledo hat zahlreiche Publikationen im Bereich des internationalen Rechts, insbesondere des humanitären Völkerrechts, veröffentlicht.